# Libuše (opera)
Libuše är en opera i tre akter med musik av Bedřich Smetana och libretto av Josef Wenzig.

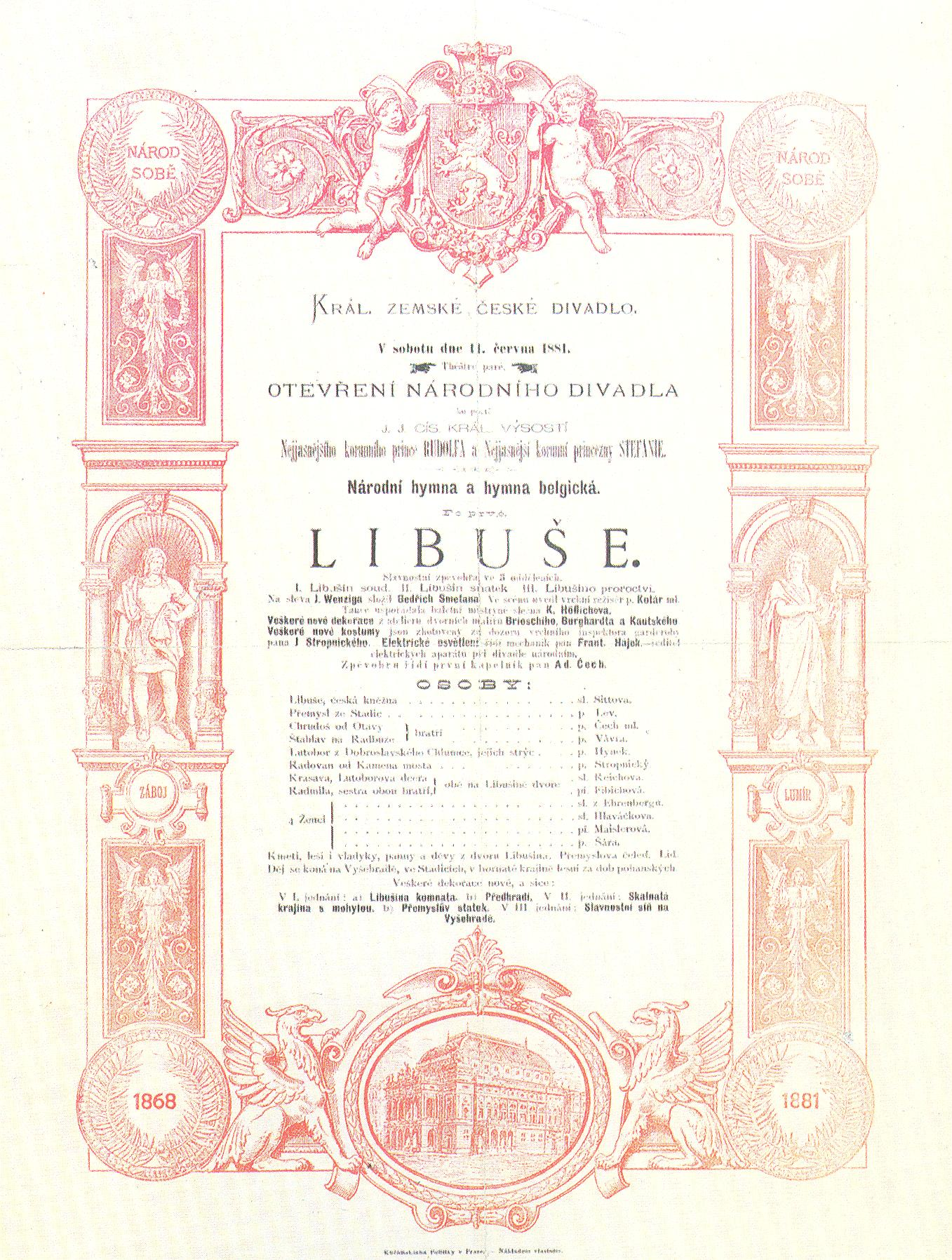
Programblad från premiären.

## Historia
Libuše är ingen opera i vanlig bemärkelse utan en rad festtablåer som Smetana själv ville skulle framföras endast vid alldeles speciella nationella högtider. Därför fick han vänta nio år på att få verket uppfört. Han skrev det ursprungligen till kejsar Frans Josef I av Österrikes kröning till kung av Böhmen 1872, men eftersom denna begivenhet aldrig ägde rum begärde tonsättaren att operan istället skulle uppföras vid invigningen av den nya Nationalteatern i Prag, vilket skedde den 11 juni 1881 i närvaro av kejsar Franz Josefs son, kronprins Rudolf.
Därefter har dessa uppföranden av Libuše blivit en fast tradition på nationella högtidsdagar, och det var med detta verk som Nationalteatern återinvigdes efter branden 1883 och efter restaureringen 1983.

## Personer
- Drottning Libuše (sopran)
- Chrudoš (bas)
- Sťáhlav, yngre bror till Chrudoš (tenor)
- Radmila, syster till Chrudoš och Sťáhlav (kontraalt)
- Krasava (sopran)
- Lutobor, far till Krasava (bas)
- Přemysl, en bonde från Stadice baryton
- Radovan (baryton)

## Handling

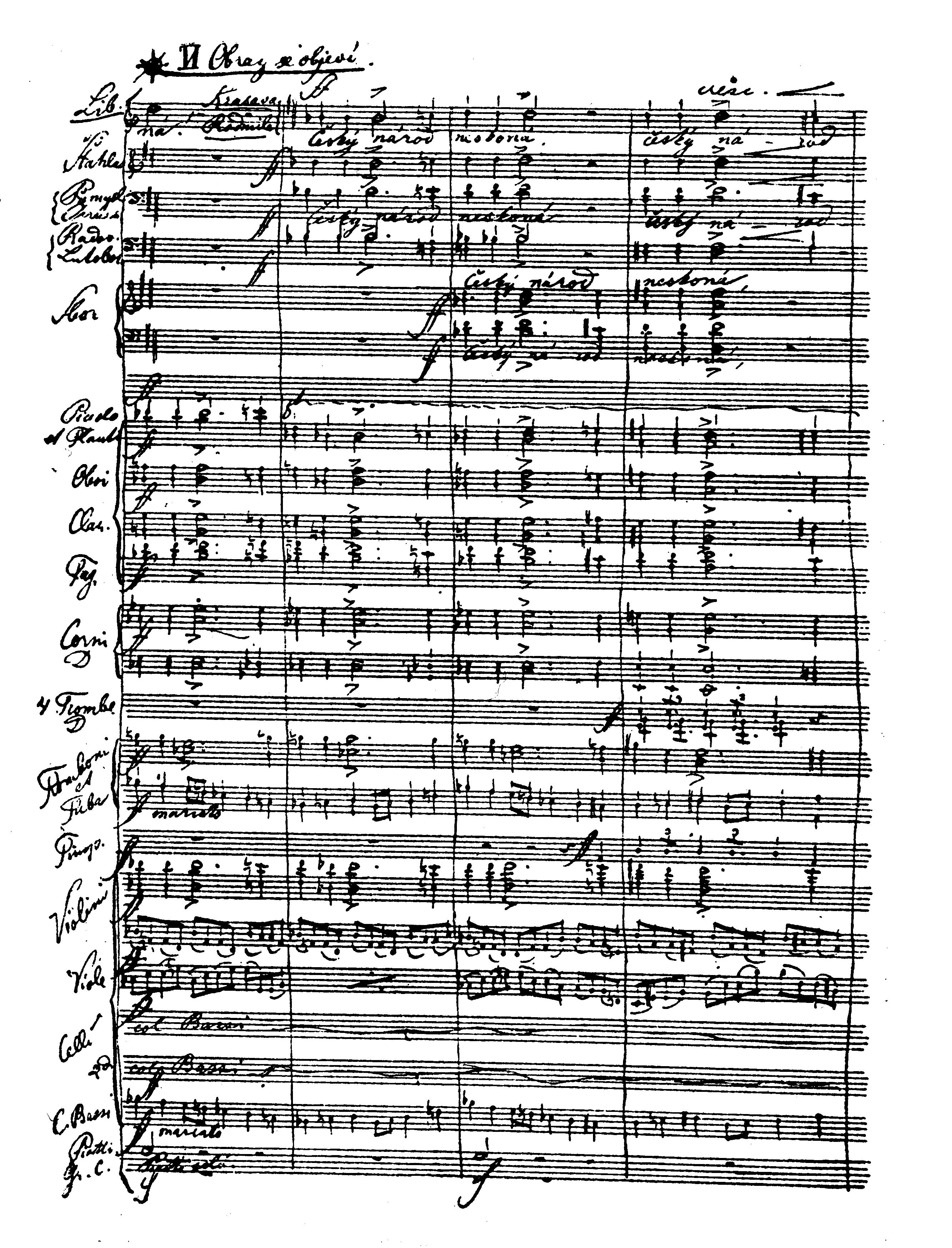
En sida ur Smetanas partitur.

### Akt I
Libuše har ärvt den böhmiska tronen efter sin far och skall döma i ett mål mellan de båda bröderna Chrudoš och Sťáhlav, som inte kan bli överens om hur de skall dela arvet efter sin far. Deras farbror Lutobor fruktar att de inte skall acceptera Libušes dom, och när hon befaller att bröderna enligt gammal sed skall dela arvet lika mellan sig förklarar den äldre, Chrudoš, att han inte godtar utslaget. Libuše överlåter därför avgörandet på rådet, men när medlemmarna bekräftar hennes åsikt vägrar Chrudoš acceptera en dom avkunnad av en svag kvinna. Bröderna och farbrodern går sin väg. Libuše beslutar välja sig en make som hon kan överlämna regeringsmakten till och valet faller på Přemysl, som hon alltid har älskat.

### Akt II
Lutobors dotter Krasava tillstår inför sin far att hon älskar Chrudoš men sagt sig älska brodern för att göra honom svartsjuk. Fadern, Sťáhlav och systern Radmila, som har hört hennes bekännelse, uppmanar henne att avslöja sanningen för Chrudoš och intala honom att försona sig med Libuše. Hon lyckas övertyga honom om sin kärlek, och de båda bröderna omfamnar varandra. I närheten av Stadice får bonden Přemysl veta att Libuše har valt honom till sin gemål, och han beger sig till borgen Vyšehrad i sällskap med Radovan eftersom han hör att Chrudoš vägrar acceptera Libušes dom och därför utgör en fara för henne.

### Akt III
På slottet väntar Libuše på sin brudgum, men innan han kommer bekräftar hon brödernas försoning och Krasavas trolovning med Chrudoš. Jubelrop tillkännager att Přemysl är framme, och Libuše ber till sin döde fars ande om hans välsignelse över det förestående äktenskapet. På en stor gård i borgen samlas folket och hyllar sitt nya regentpar. Přemysl gläds över brödernas återförening men fordrar att Chrudoš skall be om ursäkt för att han förnärmat Libuše. Då denne vill böja knä omfamnar Přemysl honom och folket hyllar sin vise nye härskare.